# Radapertyzacja
Radapertyzacja, sterylizacja radiacyjna – rodzaj sterylizacji, polegający na zniszczeniu mikroflory (zarówno wegetatywnej jak i przetrwalnikowej) obecnej w hermetycznie zapakowanych produktach spożywczych. Przedłuża to ich termin przydatności do spożycia, opóźnia proces psucia i pozwala przechowywać je w temperaturze pokojowej.
Dawką maksymalną dopuszczalną przez organizacje międzynarodowe takie jak Organizacja Narodów Zjednoczonych do spraw Wyżywienia i Rolnictwa (FAO) czy Światowa Organizacja Zdrowia (WHO) jest 10 kGy (1 Mrad).